# 神尾真由子
神尾 真由子（かみお まゆこ、1986年6月12日 - ）は、大阪府豊中市出身の、日本のクラシック音楽のための女性ヴァイオリニスト。

## 略歴
4歳の時からヴァイオリンを始め、里屋智佳子、小栗まち絵、工藤千博、蓮江久美子に師事。1997年3月、オーチャードホールで、シャルル・デュトワ指揮スーパーサウンド・オーケストラとラロの『スペイン交響曲』の第5楽章を共演して10歳でソリストとしてデビューした。2000年、ニューヨークへ留学し、アスペン音楽祭、ジュリアード音楽院プレカレッジでドロシー・ディレイ、川崎雅夫に師事。2001年8月、サントリーから1727年製ストラディヴァリウスを貸与されて弾き始めた。
2002年4月、日本に戻り、桐朋女子高等学校初の特待生となり、原田幸一郎に師事した。2008年、Sony BMG Masterworksと専属録音契約。アスペンのマネージメントにより演奏活動を行っている。また、チューリッヒ音楽院でザハール・ブロンに師事し、研鑽を積んでいる。2009年6月、アスペンによりファンクラブが設立され、2011年に拠点をニューヨークに移した。2012年、約10年使用していた上記のストラディバリウスを返却、米国・ストラディバリ・ソサエティーから1735年製グァルネリ・デル・ジェスの貸与を受け、使用している。2017年5月より宗次コレクションから1731年製ストラディヴァリウス“ルビノフ”を貸与。2013年7月8日、ロシア人ピアニストのミロスラフ・クルティシェフと結婚し、2015年3月に第1子を出産。
2019年4月、所属事務所をKAJIMOTOへ移籍し、東京音楽大学教授就任のため拠点を日本へ戻す。

## 受賞歴
- 1996年 - 第50回全日本学生音楽コンクール全国大会ヴァイオリン部門小学校の部第1位
- 1998年 - ユーディ・メニューイン国際コンクール・ジュニア部門最年少入賞
- 2000年 - ヤング・コンサート・アーティスツ国際オーディション優勝[注釈 2]
- 2002年 - アリオン賞
- 2003年 - 第13回出光音楽賞
- 2004年 - モンテカルロ音楽達人杯ヴァイオリン部門優勝[4]
- 2004年 - ダヴィッド・オイストラフ国際ヴァイオリン・コンクール第1位
- 2006年 - 第5回モントリオール国際音楽コンクール第5位
- 2007年 - 第13回チャイコフスキー国際コンクールヴァイオリン部門第1位

## ディスコグラフィー
- ブルッフ：ヴァイオリン協奏曲第1番（2002年 2002年3月3日のライヴ録音 読売日本交響楽団制作の非売品CD）
- PRIMO（2008年6月4日）
- パガニーニ：24のカプリース（2009年6月3日）
- ワックスマン、ショーソン、バッハ（2009年 録音は2006年2月 AMA VERLAG 626679）
- チャイコフスキー：ヴァイオリン協奏曲（2010年10月27日）
- ロマンティック・ソナタ～プレイズ・フランク、ブラームス、R.シュトラウス（2012年11月14日）
- 愛のあいさつ＆夢のあとに（2014年10月22日）
- バッハ:無伴奏ヴァイオリン・パルティータ全曲（2020年10月7日）